# Cornufer parkeri
Cornufer parkeri  es una especie de anfibios de la familia Ceratobatrachidae.

## Distribución geográfica
Es endémica de las islas Salomón del Norte (Papúa Nueva Guinea).  

## Estado de conservación
Se encuentra amenazada de extinción por la pérdida de su hábitat natural.